# ジミー・コブ
ジミー・コブ（Jimmy Cobb、1929年1月20日 - 2020年5月24日）は、アメリカのジャズ・ミュージシャン、ドラム奏者。アメリカ合衆国ワシントンD.C.生まれ。

## 来歴
1950年代前半は、キーター・ベッツとの活動を通して参加した妻でもあったダイナ・ワシントン、アール・ボスティックの伴奏などで知られたが、1958年からフィリー・ジョー・ジョーンズの後任としてマイルス・デイヴィス・クインテットに加入、1959年にはモード・ジャズを確立した歴史的名盤『カインド・オブ・ブルー』のレコーディングに参加した。他にも、ウィントン・ケリー、ウェス・モンゴメリー、キャノンボール・アダレイ、ジョン・コルトレーンなどのアルバムで数多くの演奏を繰り広げ、ハードバップ期を代表するドラマーとしての地位を確立した。特にマイルス・デイヴィスを支えたウィントン・ケリー、ポール・チェンバースとのトリオは、今も語り継がれるジャズ界最高のリズムセクションとして名高い。
90歳を過ぎてもなお自己のグループ「コブズ・モブ」「ジミー・コブ・トリオ」を率い、またサイドマンとしても「4ジェネレーション・オブ・マイルス」等で精力的に活動を続けていた。ほんの数秒聴いただけで彼だとわかる驚異的なスウィング、シンバルレガートはトレードマークであった。ジャズの黄金期を知る最後のミュージシャンとして、ドラマーのみならず後進のミュージシャンの鑑となり続けていた。
2020年5月24日、肺がんのためニューヨークの自宅で逝去。91歳没。訃報は夫人がFacebook上で公表した。

## ディスコグラフィ

### リーダー・アルバム
- So Nobody Else Can Hear (1983年、Contempo Vibrato) ※1981年録音
- The Encounter (1994年、Philology) ※with アダ・モンテラニコ
- Only for the Pure of Heart (1998年、Fable/Lightyear) ※ライブ
- 4 Generations of Miles: A Live Tribute to Miles (2002年、Chesky) ※with ジョージ・コールマン、マイク・スターン、ロン・カーター
- Jimmy Cobb Trio (2002年、Azzurra Music)
- 『コブズ・グルーヴ』 - Cobb's Groove (2003年、Milestone)
- Yesterdays (2003年、RteesanCobb Music)
- 『テイキング・ア・チャンス・オン・ラブ』 - Taking a Chance on Love (2004年、Sound Hills) ※featuring マルコ・タンブリーニ
- 『トリビュート・トゥ・ウィントン・ケリー・アンド・ポール・チェンバース』 - Tribute to Wynton Kelly & Paul Chambers (2004年、Sound Hills)
- Cobb Is Back in Italy! (2005年、Azzurra Music)
- 『ミスター・ラッキー』 - Marsalis Music Honors Series: Jimmy Cobb (2006年、Marsalis/Rounder) ※2005年録音
- New York Time (2006年、Chesky)
- Cobb's Corner (2007年、Chesky)
- Jazz in the Key of Blue (2009年、Chesky)
- Live at Smalls (2010年、Smallslive)
- 『リメンバリング・マイルス - Tribute to Miles Davis』 - Remembering Miles 'Tribute to Miles Davis' (2011年、Sony Music)
- 『ジ・オリジナル・モブ』 - The Original Mob (2014年、Smoke Sessions)
- 『朝日のようにさわやかに』 - Softly, As In A Morning Sunrise (2018年、Venus) ※スーパー・トリオ名義 with マッシモ・ファラオ、ロン・カーター
- 『ジス・アイ・ディグ・オブ・ユー』 - This I Dig of You (2019年、Smoke Sessions) ※ライブ
- Remembering U (2019年、Jimmy Cobb World) ※2016年録音 featuring ロイ・ハーグローヴ